# Лајм Лејк (Њујорк)
Лајм Лејк (енгл. Lime Lake) насељено је место без административног статуса у америчкој савезној држави Њујорк.

## Демографија
По попису из 2010. године број становника је 867.
| Група             | 2000.    | 2010.       |
| Белци             | 0 (0,0%) | 847 (97,7%) |
| Афроамериканци    | 0 (0,0%) | 1 (0,1%)    |
| Азијати           | 0 (0,0%) | 1 (0,1%)    |
| Хиспаноамериканци | 0 (0,0%) | 13 (1,5%)   |
| Укупно            | 0        | 867         |